# Шикунов, Иван Тимофеевич
Иван Тимофеевич Шикунов (30 июля 1915, село Староалейское, Третьяковского района, Алтайского края — 21 мая 1944, село Кошница, Дубоссарский район, Молдавская ССР) — советский военнослужащий, участник Великой Отечественной войны, Герой Советского Союза, старший лейтенант, заместитель командира батальона по политической части 610-го стрелкового полка 203-й стрелковой дивизии 12-й армии 3-го Украинский фронта.

## Биография
Родился 30 июля 1915 года в селе Староалейское Российской империи, ныне Третьяковского района Алтайского края.
В 1937 году окончил педагогическое училище в Змеиногорске. Работал учителем начальных классов в селе Михайловка Змеиногорского района. В 1940—1942 годах работал инспектором Змеиногорского районного отдела народного образования. Член ВКП(б) с 1940 года. Заочно учился в Барнаульском учительском институте.
Призван в Красную Армию 30 марта 1942 года. В действующей армии — с 10 июля 1942; воевал на Сталинградском, Донском, Юго-Западном и 3-м Украинском фронтах. Был контужен.
В районе города Запорожье со стрелковым взводом 25 октября 1943 года переправился на понтоне на правый берег Днепра, в течение суток отбил 5 контратак врага. 27 октября, руководя штурмовыми группами, овладел окраиной посёлка Новый Кичкас (ныне в черте города Запорожье). Принял командование батальоном, когда был ранен командир батальона.
Погиб на территории Молдавии в ночь на 21 мая 1944 года в затонувшем в Днестре танке Т-34 у села Кошница Дубоссарского района при выходе из окружения с Кошницкого плацдарма.
В 1968 году танк был найден, в нем обнаружили останки экипажа, среди которых были два Героя Советского Союза — Иван Шикунов и Григорий Корнеев. Похоронен у подножия Кургана Славы в Дубоссарах (между пригородными сёлами Дзержинское и Дороцкое.

## Награды
- Указом Президиума Верховного Совета СССР от 19 марта 1944 года за умелое командование подразделением при форсировании Днепра, проявленные в боях отвагу и героизм, старшему лейтенанту Шикунову Ивану Тимофеевичу присвоено звание Героя Советского Союза.
- Награждён орденами Ленина, Отечественной войны 2-й степени, Красной Звезды и медалями.

## Память
- Именем И.Т. Шикунова названы улицы в с. Староалейском и г. Дубоссары.
- На фасаде здания Староалейской школы №1 размещена мемориальная доска памяти И.Т. Шикунова[1].
- В Дубоссарах 5 мая 2010 года были открыты гранитные бюсты Героям Советского Союза Ивану Красикову, Григорию Корнееву, Ивану Шикунову, Николаю Алферьеву и Ивану Федосову.